# Torsten Engholm
Sven Torsten Engholm, född 3 september 1921 i Arlöv, död 13 januari 2012 i Åkarp, var en svensk folkskollärare och målare.
Han var son till polisuppsyningsmannen Gottfrid Engholm och Malin Malmberg samt från 1947 gift med Lilly Olsson. Engholm var som konstnär autodidakt. Tillsammans med Allan Friis ställde han ut i Gnesta 1952. Hans konst består av fantasibilder i nära anslutning till den skånska imaginistgruppen och landskapsmålningar. Makarna Engholm är begravda på Arlövs kyrkogård.